# Sancerre
Sancerre – miejscowość i gmina we Francji, w Regionie Centralnym, w departamencie Cher.
Według danych na rok 1990 gminę zamieszkiwało 2059 osób, a gęstość zaludnienia wynosiła 127 osób/km² (wśród 1842 gmin Regionu Centralnego Sancerre plasuje się na 184. miejscu pod względem liczby ludności, natomiast pod względem powierzchni na miejscu 824.).

## Zabytki
- wieża obronna typu Beffroi[1] z 1509 roku - obecnie dzwonnica neoromańskiego kościoła Notre Damę;